# チョコボの不思議なダンジョン 時忘れの迷宮
- ファイナルファンタジーシリーズ > チョコボの不思議なダンジョンシリーズ > チョコボの不思議なダンジョン 時忘れの迷宮
- 不思議のダンジョンシリーズ > チョコボの不思議なダンジョンシリーズ > チョコボの不思議なダンジョン 時忘れの迷宮

『チョコボの不思議なダンジョン 時忘れの迷宮』（チョコボのふしぎなダンジョン ときわすれのめいきゅう）は、2007年12月13日にスクウェア・エニックスから発売されたWii用ゲームソフト。
チョコボの不思議なダンジョンシリーズとしては1998年に発売された『チョコボの不思議なダンジョン2』以来の9年ぶりの作品である。
2008年10月30日には、ニンテンドーDSへの移植版として、追加要素を加えた『シドとチョコボの不思議なダンジョン 時忘れの迷宮DS+』が発売された。
2019年3月20日にNintendo Switch・PlayStation 4用ソフトとして、新たなシステムが追加されたリメイク版『チョコボの不思議なダンジョン エブリバディ!』が発売された。

## 概要
2007年5月10日に開催されたスクウェア・エニックスパーティー2007 プレカンファレンスで、『チョコボシリーズ』のゲームが生誕10周年になることを記念して初めて発表された。
登場キャラクターはプレイステーション版のシリーズを踏襲しているが、世界観やストーリー、設定面での繋がりはなく新たに独立した作品となっている。
欧米でのタイトルは "Final Fantasy Fables: Chocobo's Dungeon" であり、『チョコボと魔法の絵本』のシリーズに含まれている。

## ストーリー
トレジャーハンターのチョコボとシドは旅の途中「時忘れの街」と呼ばれる不思議な街に迷い着く。そこは、ありとあらゆることを忘れることが幸せになると信じられていた街だった。シドとチョコボは街の人々の意見に納得できない。そこに彼らの意見に唯一反対する少女シロマと会い、シド達を牧場へ連れて行った。そんな街に「ラファエロ」という謎の男の子があらわれた。ラファエロが記憶の迷宮を作り出して、チョコボたちがその迷宮の謎を解いて、街の人々の記憶を取り戻していくのだった。しかし、ラファエロにはある秘密があった…。

## 登場キャラクター

### 主要キャラクター
チョコボ
本作の主人公。プレイヤーの分身のチョコボ。トレジャーハンターとしてシドと共に旅をしていた。
前作、チョコボの不思議なダンジョン2よりも容姿や性格は大人びた感じになっている。
シド
声 - 三木眞一郎（Wii、DS版） / 中村悠一（エブリバディ）
伝説のトレジャーハンター。容姿は羽根付のウエスタンハットにウエスタンウェアで眼鏡をかけている。髪は長髪で金髪。いろいろな発明品によって狙った財宝は逃さない。時忘れの街へはある発明品を作る鍵となる財宝を手に入れるための途中だった。DS版ではチョコボと同様主役になる。
ラファエロ
声 - 川嶋あい（Wii版） / 沢城みゆき（DS版） / 三瓶由布子（エブリバディ）
時忘れの街に突然現れた謎の少年。最初は赤ん坊の容姿だったが事あるごとに成長する。少年になった時の容姿は緑色の髪で背中に青い羽が生えている。記憶の迷宮を作り出す不思議な力がある。彼が現れたことにより時忘れの街の住人にも変化が訪れるようになり、自身も成長していく。しかし、ある秘密がある。
シロマ・マグノーリエ
声 - 平野綾（Wii、DS版） / 千本木彩花（エブリバディ）
ステラ牧場に住む心優しい少女。基本的には素直だが、時忘れの街の住人の「忘却こそ美徳」という考えには反対する。自分が信じたことであれば、周りから反対されても貫く性格で、生意気に思われる事も多い。
チョコボと同じく前作、チョコボの不思議なダンジョン2よりも容姿や性格は大人びた感じになっている。
ステラ
声 - 堀越真己（Wii、DS版） / 杉本ゆう（エブリバディ）
シロマの叔母。父母のいないシロマを実の母親のように育てる。時忘れの鐘がシロマの記憶を奪おうとしたところを目の当たりにし、シロマと共に鐘の聞こえない街外れの牧場で暮らし始め、街には近づかないようにしている。
ゲイル・ロザージュ
声 - 木村雅史（Wii、DS版） / 山本格（エブリバディ）
時忘れの街の市長で、時忘れの街の「忘却こそ美徳」という考えの中心的存在。そのため、シロマやステラとはたびたび衝突する。
フレイア
声 - 斉藤梨絵（Wii、DS版） / 早水リサ（エブリバディ）
鉱山区で鍛冶屋を経営している少女。意外とあっさりしていて姉御肌な性格。美人で抜群のスタイルなためか密かに男性からの人気は高い。
メーア・イーリス
声 - 斎藤千和（Wii、DS版） / 鎌倉有那（エブリバディ）
時忘れの街のカフェ、ダードラーの店のウェートレス。フレイアとは対照的で、身体が弱く引っ込み思案だが、礼儀正しく笑顔は常に多く、看板娘として人気がある。
クロマ
声 - 渡辺明乃（Wii、DS版） / Lynn（エブリバディ）
時忘れの鐘やラファエロの秘密などを全て知っているようである謎の女性。チョコボたちに事あるごとに警告を発して戦いを挑んでくる。
イルマ
声 - 小林ゆう（Wii、DS版） / 中原麻衣（エブリバディ）
チョコボとシドの商売敵であるトレジャーハンター。口が悪くわがままで自分勝手だが、困っている者に対しては放っておく事ができない情に厚い面も持つ。しかし本人としては自分のそういった面を弱点だとして否定する。
ヴォルグ
声 - 大塚明夫（Wii、DS版） / 竹内良太（エブリバディ）
黒チョコボ。瀕死の状態だった所をイルマに徹夜で看病されて以来、トレジャーハンターとしてイルマとコンビを組む。イルマと出会う前は一人孤独に戦いの中で生き延びて勝利することのみに人生の価値を追い求めていた。
ダンジョンヒーローX
声 - 渡辺久美子（Wii、DS版） / 長縄まりあ（エブリバディ）
モーグリ族。口笛の音とともにやってきてダンジョンについていろいろ教えてくれる謎の覆面ヒーロー。

### その他
ローチェ神父
声 - 長嶝高士
街の教会の神父。装備品の呪いを解いてくれる。
マリス
魚屋。釣った魚を買い取ってくれる。
メディット
薬屋。様々な薬を売ってくれる。
フローラ
花屋。育てると不思議な効果を持つ花になる種を売ってくれる。
ハリー
道具屋。アイテムの所持数を増やす鞄を売ってくれる。
シャルロット
道具屋。Wii版のみ、本などのアイテムを売ってくれる。
ハンナ
噂好きのおばさん。街の住民の噂を教えてくれる。
ダードラー
バー＆レストラン「ダードラーの店」の店長。
ディクト
ダードラーの店の常連客である青年。お調子者で女好き。
アムーリ
最近になって街に暮らし始めたぶりっ子の女性で、街の男性達に好かれている。ある人物に似ている。
ロディ
家族の記憶を失った少年。
クレア
家族の記憶を失った少女。
ブラル
アイテムを預かってくれるデブチョコボ。魚が好きで、釣った魚を食べさせると、預けられるアイテムの数が増える。DS版ではギルも預かってくれる。
ノワル
関西弁を喋る黒いデブチョコボ。ギルを預かってくれる。DS版には登場せず、代わりにブラルが彼の役目を担う。
チョッカーズ
公園のシーソーなどに現れる黒チョコボ。イルマに育てられた、イルマの忠実なしもべ。

### 過去作からの登場人物
『エブリバディ』にて追加された過去作の登場人物。元いた世界から本作の世界へ飛ばされてしまい、事件に巻き込まれる。
カミラ
『チョコボの不思議なダンジョン』に登場した赤チョコボ。
アトラ
『チョコボの不思議なダンジョン』に登場したプーレ（『チョコボの不思議なダンジョン』の主人公のチョコボ）の相棒のモーグリ。
シド
『チョコボの不思議なダンジョン2』に登場した自称天才科学者。
シロマ
『チョコボの不思議なダンジョン2』に登場した白魔道士。
バハムート
『チョコボの不思議なダンジョン2』に登場した時の番人。

## 主なアイテム
ツメ
装備することで、攻撃力が変化する。フレイアの鍛冶屋で鍛えることで攻撃力を上げることができ、錆びてしまうと下がる。また、他のツメと合成することもでき、「印」を移す事も出来る。
クラ
装備することで、防御力が変化する。フレイアの鍛冶屋で鍛えることで防御力を上げることができ、錆びてしまうと下がる。また、他のクラと合成することもでき、「印」を移す事も出来る。
首輪
装備することで、状態異常を防いだり、満腹度が減らなくなったりと、様々な効果が得られる。
野菜
食べることで、満腹度が回復する。中には満腹度の最大値が変動したり、悪い効果が併発してしまうものもある。
薬
飲むことで、HPが回復したり、SPが回復したりと、様々な効果が発生し、満腹度が少し回復する。
本
読むことで、敵にダメージを与えたり、状態異常にしたりと、様々な効果が発生する。
魔石
使うことで、神獣を召喚することが出来る。しかし、一度使ってしまうと無くなってしまい、再びその神獣を倒さないと入手出来ない。

## ジョブシステム
ファイナルファンタジーシリーズのナンバー作品で登場したジョブシステムが今作ではオリジナル要素として登場する。それに伴い、各ジョブには「アビリティ」と呼ばれる技や魔法（従来は魔法を使うには「本」が必要だったが、今回は「本」はアビリティの魔法を補うための位置づけとなっている）が使えるようになるため、SP（RPGでのMP）のステータスも登場する。ゲームを進めてイベントをクリアすると「ジョブチェンジ」できるジョブの種類が増える。また各ジョブにも「ジョブレベル」がありレベルが上がると使えるアビリティが増える。登場するジョブはすっぴん・ナイト・竜騎士・暗黒騎士・忍者・シーフ・学者・黒魔道士・白魔道士・踊り子。

## ダンジョン
本作では主に「街の人々の『記憶の欠片』が隠されているダンジョン」と「最後にボスがいるダンジョン」の2種類ある。
その他にもファミ通やVジャンプやメディアワークスとのタイアップで「ファミ通ダンジョン」や「Vジャンダンジョン」や「デンゲキダンジョン」と呼ばれるダンジョンが登場する。登場させるにはそれぞれ各雑誌に掲載されるパスワードを入力する必要がある。ダンジョン内は他のダンジョンよりもかなりシビアな難易度で「ファミ通」の「通」の字や「Vジャンプ」の「V」の字やデンゲキマークが降ってきており、ファミ通ダンジョンではファミ通編集者にちなんだ敵キャラクターやボスが登場する。
また、ダンジョン内での行動方式がATB方式からターン制に変更されている。

## その他オリジナル要素
- ワイド表示（16:9）、プログレッシブ出力対応。
- ボス専用のフィールドがあり、ボスの攻撃によって様々な地形効果をもたらすことがある。
- 魔石を使うことで召喚獣を召喚することは前作までと同じだが、今作は神獣を倒さなければ魔石を手に入れて召喚獣を呼び出すことはできない。
- ニンテンドーDSで発売された『チョコボと魔法の絵本』のミニゲームが本作品でも遊べる。また同じく『チョコボと魔法の絵本』に登場したポップアップデュエルも登場し、ニンテンドーWi-Fiコネクションを使って対戦することができる。バトル自体の仕様変更はマッチングによる攻撃判定で槍マークによるガードブレイク（盾の無効化）が追加されている。ポップアップカードの取得方法は他のミニゲームでプラチナランクまであるランクを取得したり、ダンジョン内でカードを取得するなど様々ある。

## スタッフ
- 横山祐樹 （プロデューサー）
- 橋本真司 （エグゼクティブ・プロデューサー）
- 長山豊 （シナリオ）
- 植松伸夫 （音楽監修）
- 谷岡久美 （メインテーマ作曲・編曲）
- 高橋雄蔵 （JOE DOWN） （編曲）

## 主題歌（Wii版・DS版）
- 「ドアクロール」
作詞・作曲・歌：川嶋あい
『エブリバディ!』では、主題歌が廃止されており、楽曲が用いられているシーンは他のBGMに差し替えられている。

## シドとチョコボの不思議なダンジョン 時忘れの迷宮DS+
ニンテンドーDS版『シドとチョコボの不思議なダンジョン 時忘れの迷宮DS+』（チョコボのふしぎなダンジョン ときわすれのめいきゅうディーエスプラス）では、ゲームタイトル変更の他、Wii版より以下の要素が追加されている。
- タイトルの通り、シドを主人公とした「シドベンチャーモード」が新たに追加。
- 上記のシドベンチャー用のダンジョンの追加に伴いBGMが新たに3曲追加。いずれも過去の作品のアレンジ。
- 難易度にハードモードが追加。
- 新ジョブとして赤魔道士・ヒーローXが追加。
- 『チョコボと魔法の絵本 魔女と少女と5人の勇者』とのポップアップデュエルが可能。
- この他、様々なバランス調整が施されている。

## チョコボの不思議なダンジョン エブリバディ!
Nintendo Switch・PlayStation 4向けソフト『チョコボの不思議なダンジョン エブリバディ!』（チョコボのふしぎなダンジョン エブリバディ!）では、ゲームタイトルの変更、wii版・DS版より以下の要素の追加および変更がされている。
- 新ジョブとしてアルファ・魔獣使い・機工士が追加。
- 風と闇の属性が新たに追加。
- 新規ダンジョンが複数追加。
- バディポイントを集めることでモンスターや人間キャラなどを仲間にしてダンジョンを一緒に探索できる「バディシステム」が追加。コントローラーが２つある場合は、『チョコボと不思議なダンジョン2』のようにコントローラーで設定を変更することで該当キャラを操作して2人同時プレイが可能。
- Wii版・DS版で用いられていた主題歌「ドアクロール」の廃止。
- 上記の主題歌を含むBGMの変更および追加、登場キャラクターのボイスキャストを一新。
- ポップアップデュエル・ロマンチックフレーズ・シドベンチャー（DS版のみ）の廃止。
- この他、様々なバランス調整が施されている。

## 攻略本
- ファミ通書籍編集部 チョコボの不思議なダンジョン 時忘れの迷宮 とっても!お役立ちガイドブック（ISBN 978-4-7577-3964-2）
- SE-MOOK チョコボの不思議なダンジョン 時忘れの迷宮 公式コンプリートガイド（ISBN 978-4-7575-2207-7）
- SE-MOOK シドとチョコボの不思議なダンジョン 時忘れの迷宮DS+ 公式コンプリートガイド（ISBN 978-4-7575-2424-8)